# Brødrene Mortensens Jul
Brødrene Mortensens Jul er en dansk julekalender fra 1998, som er instrueret af Hans Kristensen og produceret af Regner Grasten for TV 2. Den er baseret på Bjarne Reuters børnebog, Børnenes julekalender, fra 1979. Julekalenderen blev sendt på TV 2 for første gang i 1998 og er siden blevet genudsendt én gang i 2002. Serien består af 24 afsnit á 25 minutters varighed, og medvirkende i serien er Lasse Baunkilde, Sofie Lassen-Kahlke, Karl Bille og Rasmus Albeck, mens singer-songwriter Flemming Bamse Jørgensen, udover at have en mindre birolle, skrev en stor del af julekalenderens musik.
Julekalenderen følger teenageren Wilhelm, hvis juleglade lillebror, Hugo, i begyndelsen af december begynder at modtage breve fra en mystisk ukendt afsender, der går under navnet J.N. Sammen med deres kusine, Beatrice, den søde unge servitrice Kaffe-Hanne og den karlsmarte Johnny, skal Wilhelm og Hugo forsøge at finde ud af, hvem J.N. er.   
Sange fra serien tæller titelmelodien Muligvisvej, Lassen-Kahlkes solo En dag i december, duetten Gøg og Gokke, samt ensemble-værket Flødebolleræs.

## Plot
Julekalender foregår i den københavnske forstad Brønshøj i 1950'erne i løbet af december måned. 
Den 14-årige Wilhelm Mortensen (Lasse Baunkilde) er, modsat alle i hans nabolag, ikke begejstret over julehøjtiden, da hans store håb om at blive kærester med den søde Kaffe-Hanne (Sofie Lassen-Kahlke) fra den lokale kaffebar, Svendsens Kaffebar, ikke ser ud til at ske. Wilhelms store rival om Hanne er den ældre og smarte Johnny Nielsen (Karl Bille), som også bor i byen. Wilhelms lillebror, Hugo (Rasmus Albeck) begynder i begyndelsen af december at modtage en række mystiske breve fra en ukendt afsender ved navn J.N. Sammen med deres kusine, Beatrice, forsøger de to brødre at finde frem til J.N. og deres søgen leder dem blandt andet til København Zoo, Københavns Lufthavn, Danmarks Akvarium og Rundetårn. 

## Produktion
Serien er et samarbejde mellem TV 2 Danmark, under ledelse af redaktør Preben Vridstoft, og Regnar Grasten Film. Det markerede det andet samarbejde mellem de to selskaber, efter udgivelsen af Krummernes Jul, to år forinden. Optagelserne til Brødrenes Mortens Jul fandt sted på et filmstudie i Lyngby og varede fire måneder over sommeren 1998. Enkelte scener blev filmet på lokation i Rundetårn. Serien hentede inspiration hos den amerikanske musicalfilm Grease, der var en biografsucces i Danmark med over en million solgte biografbilletter. Bjarne Reuter var ikke involveret i serien, i stedet var manuskriptet udarbejdet af Peter Bay, Anne-Marie Olesen Thinghuus, Torvald Lervad og Lars Mering. Desuden blev Lise Nørgaard involveret i produktionen og stod for manuskriptet på seks afsnit. Grasten og Nørgaard havde tidligere arbejdet på Kun en pige, filmatiseringen af Nørgaards selvbiografi.
Hans Kristensen stod for instruktionen på alle 24 afsnit af serien. Seriens produktionsdesign var udarbejdet af Viggo Bentzon, mens Margrethe Rasmussen var ansvarlig for kostumedesignet. Producer Regner Grasten kreerede koreografien til seriens danse-optrædener, men valgte at blive krediteret under synonymet Torilla Lervad.
Serien havde et budget på 13,5 millioner danske kroner, hvilket var en rekord for en dansk julekalender.

### Casting
Jette Termann var ansvarlig for casting. Lasse Baunkilde havde året forinden for produktionen haft biografsucces med Ørnens øje og blev valgt til at portrættere Wilhelm Mortensen, hvilket markerede hans første hovedrolle i en tv-produktion. Sofie Lassen-Kahlke blev valgt til rollen som tjeneren Kaffe-Hanne, i hvad der udgjorde et af mange samarbejder mellem hende og film-producer Regner Grasten. Hun var tidligere en del af hans julekalender Krummernes Jul. Karl Bille, Rasmus Albeck og Per Damgaard Hansen udgjorde de sidste hovedroller. De var alle fire aktuelle i biograffilmen Kærlighed Ved Første Hik i det efterfølgende år.
Kim Larsen var oprindelig tiltænkt rollen som gadesangeren Rudolf og skulle arbejde på seriens soundtrack, men han forlod projektet, fordi legetøjskæden Fætter BR var sponsor på serien. Han blev erstattet af Flemming Bamse Jørgensen.

## Udgivelse
Serien havde et gennemsnit på 1.267.000 million danske seere i løbet af dens oprindelige udsendelse i 1998. Samme år solgte lågekalenderen 300.000 eksemplarer. Serien havde sendetid kl. 20:00 alle ugens dage, og blev sendt samme år som DR1 genudsendte Jul på Slottet. Pr. november 2019 rangerer serien stadig som havende det fjerde-største seertal for en julekalender på TV2.
Samarbejdet mellem TV2 og sponsoren Fætter BR i lancering af serien førte til, at daværende kulturminister Elsebeth Gerner Nielsen ville forbyde reklamer rettet mod børn under 12. Forslaget blev mødt med opbakning fra Socialdemokraterne og Socialistisk Folkeparti, mens Brian Mikkelsen (K) og Jens Rohde (V) talte imod forslaget. Ved udspillet til medieforliget anno 2000 blev der foreslået reklamefri-zoner omkring børneudsendelserne på danske tv-stationer, hvor annoncer under børneudsendelser og reklamer fem minutter før og efter en børneudsendelser skulle forbydes.
I april 2002 blev det annonceret at serien ville blive genudsendt i det indeværende kalenderår, kun fire år efter den oprindelige udsendelse. Det var parallelt med at DR1 genudsendte Nissebanden i Grønland, hvorved det var en af få år hvor ingen af de store danske TV-kanaler debuterede en original julekalender-produktion, eftersom manglende licens-midler havde hindret en ny julekalender. Serien debuterede på Dvd i 2002..

### "Anderumperne": Droppet efterfølger
I løbet af december 1998 blev det annonceret, at julekalenderen ville blive fulgt op af en spillefilm, som skulle fortsætte historien. Projektet gik under navnet Anderumperne og ville være en original historie. Plottet skulle omhandle karaktererne fra serien, Kaffe-Hanne, Johnny, Hugo, Wilhelm og Mouritz der skal deltage i en konkurrence baseret på musikgenren rock and roll. Projektet fik støtte fra Det Danske Filminstitut under 60/40-ordningen og havde planlagt premiere i februar 2000. Projektet gik i hårdknude, men i 2003 udgav Regner Grasten Film den lignende musical Askepop - the movie, instrueret af Charlotte Sachs Bostrup.

## Medvirkende
- Lasse Baunkilde: Wilhelm Mortensen
- Paul Hagen: vicevært Svendsen
- Rasmus Albeck: Hugo Mortensen – Wilhelms lillebror
- Søren Spanning: Benny Mortensen – Wilhelm og Hugos far
- Vibeke Hastrup: Elin Mortensen – Wilhelm og Hugos mor
- Per Damgård Hansen: Mouritz Madsen – Wilhelms ven
- Niels Anders Thorn: Mouritz' far
- Gunvor Reynberg: Mouritz' mor
- Puk Grasten: Birthe Lund – Hugos veninde
- Sofie Lassen-Kahlke: Kaffe Hanne – servitrice i Svendsens kaffebar
- Karl Bille: Johnny – knallertbud i Svendsens kaffebar
- Claus Bue: Kaffe Svendsen – indehaver af Svendsens kaffebar
- Thomas Eje: Onkel August
- Lisbeth Gajhede: Moster Emma
- Louise Bielefeldt: Beatrice – Wilhelm og Hugos kusine
- Flemming Jørgensen: Rudolf – gadesanger
- Susanne Heinrich: Sorte Sussie
- Peter Schrøder: Svend Rosén – musiklærer
- Kjeld Nørgaard: Skoleinspektør
- Torben Zeller: Julemand
- Camilla Bendix: Birthes mor
- Folmer Rubæk: Ejendomsinspektør
- Desireé Hamilton: Julie - Sorte Sussies niece

## Afsnit
| #  | Titel                              | Første sendedag   |
| -- | ---------------------------------- | ----------------- |
| 01 | "Dengang Jeg Var Lille"            | 1. december 1998  |
| 02 | "Krudt Og Gamle Nisser"            | 2. december 1998  |
| 03 | "Lakrids Og Havresuppe"            | 3. december 1998  |
| 04 | "J.N."                             | 4. december 1998  |
| 05 | "Julekuller"                       | 5. december 1998  |
| 06 | "Luciafiduserne"                   | 6. december 1998  |
| 07 | "Abejul"                           | 7. december 1998  |
| 08 | "Jul Og Knogler"                   | 8. december 1998  |
| 09 | "Rock Og Jul"                      | 9. december 1998  |
| 10 | "Snotungen"                        | 10. december 1998 |
| 11 | "Rundtur I Kanen"                  | 11. december 1998 |
| 12 | "Nissebøger Og Negerboller"        | 12. december 1998 |
| 13 | "Englebasser"                      | 13. december 1998 |
| 14 | "Kanonjul"                         | 14. december 1998 |
| 15 | "Jul Hos Piraterne"                | 15. december 1998 |
| 16 | "Halleluja"                        | 16. december 1998 |
| 17 | "Godt Nytår"                       | 17. december 1998 |
| 18 | "Kære H..."                        | 18. december 1998 |
| 19 | "Sorteper"                         | 19. december 1998 |
| 20 | "Skæg Og Julemænd"                 | 20. december 1998 |
| 21 | "Stjerneskud"                      | 21. december 1998 |
| 22 | "Hvem Har Du Kysset I Din Gadedør" | 22. december 1998 |
| 23 | "Volles Kino"                      | 23. december 1998 |
| 24 | "En Julehemmelighed"               | 24. december 1998 |

## Soundtrack
Soundtracket til serien blev udgivet i 1998, i følgeskab med seriens oprindelige lancering på TV2. Sangene er hovedsageligt skrevet og komponeret af Flemming Bamse Jørgensen, samt Shu-bi-dua medlemmerne Michael Hardinger og Rasmus Schwenger. Jørgensen var også ansvarlig for indspilningen af bass og kazoo på hans værker, mens Hardinger og Schwenger spillede guitar, keybord og kor på deres sange. Jens Haack spillede saxofon på flere af værkerne, mens Elton Nissen er krediteret som trommeslager på otte af sangene. Genudgivelsen af albummet fra 2002 indeholder desuden fire instrumentale karaoke udgaver.
Jørgen de Mylius skrev sangen Når et julelys bli'r tændt og det er den eneste sang på udgivelsen, hvortil Flemming Bamse Jørgensen leverer vokal, uden at han har komponeret teksten. Den er blandt fire af Jørgensens sange på albummet som ikke er originalværker, men hentet fra hans album Jul På Vimmersvej fra 1995.
Albummet indeholder en coverversion af Hvem Har Du Kysset I Din Gadedør? oprindeligt opført af Dirch Passer og Daimi Gentle i Cirkusrevyen i 1967.
Sangene har holdt sig relative populære i årenes løb; i 2018 rangerede Jørgensens Muligvisvej som #149 på den danske Spotify Top 200, over de mest streamede sange fra danske konti i dagene d. 21. - 27. december, med en syv dages total af 94.520 afspilninger på platformen. Af dem, fandt 31.782 afspilninger sted på juleaftensdag, hvor sangen rangerede som #102 over de mest populære tracks i Danmark. I 2019 udgav Burhan G en cover-version af Muligvisvej, som medvirkede på hans album Et Barn af Jul.
| #  | Titel                             | Kunstner                                    | Tekstforfatter                       | Tid  | Note                          |
| -- | --------------------------------- | ------------------------------------------- | ------------------------------------ | ---- | ----------------------------- |
| 01 | Muligvisvej                       | Flemming Bamse Jørgensen                    | Flemming Bamse Jørgensen             | 2:33 | Inkluderet som karaoke-udgave |
| 02 | Flødebolleræs                     | Karl Bille, Sofie Lassen-Kahlke             | Michael Hardinger, Rasmus Schwenger  | 1:55 | Inkluderet som karaoke-udgave |
| 03 | En Dag I December                 | Sofie Lassen-Kahlke                         | Michael Hardinger, Rasmus Schwenger  | 2:35 | Inkluderet som karaoke-udgave |
| 04 | Ruuuuudolf                        | Flemming Bamse Jørgensen                    | Flemming Bamse Jørgensen             | 2:46 |                               |
| 05 | Dengang Jeg Var En Lille Dreng    | Flemming Bamse Jørgensen                    | Flemming Bamse Jørgensen             | 3:13 |                               |
| 06 | Stjernedrys Og Englesang          | Karl Bille, Lassen-Kahlke, Jørgensen        | Flemming Bamse Jørgensen             | 3:52 |                               |
| 07 | Gøg Og Gokke                      | Karl Bille, Lassen-Kahlke, Jørgensen        | Michael Hardinger, Rasmus Schwenger  | 2:34 |                               |
| 08 | Smøre Mad-Sang                    | Thomas Eje, Lisbeth Gajhede, Vibeke Hastrup | Flemming Bamse Jørgensen             | 2:28 |                               |
| 09 | Når Et Julelys Bli'r Tændt        | Flemming Bamse Jørgensen                    | Jørgen De Mylius                     | 3:38 |                               |
| 10 | Her Lugter Lidt Af Jul            | Karl Bille                                  | Michael Hardinger, Rasmus Schwenger  | 1:56 |                               |
| 11 | Du Kan Ønske Hvad Du Vil          | Flemming Bamse Jørgensen                    | Flemming Bamse Jørgensen             | 3:12 |                               |
| 12 | Svendsens Kaffebar                | Karl Bille, Sofie Lassen-Kahlke             | Michael Hardinger, Rasmus Schwenger  | 2:06 |                               |
| 13 | Hvem Har Du Kysset I Din Gadedør? | Rasmus Albeck, Puk Grasten                  | Poeten, Sven Gyldmark                | 4:14 |                               |
| 14 | Vi Ve' Ha' Rock                   | Flemming Bamse Jørgensen                    | Flemming Bamse Jørgensen             | 2:32 |                               |
| 15 | Hanne (Gi' Mig Dit Hjerte)        | Flemming Bamse Jørgensen                    | Flemming Bamse Jørgensen             | 3:53 |                               |
| 16 | Julemanden Får Et Føl             | Karl Bille                                  | Michael Hardinger, Rasmus Schwenger  | 2:51 |                               |
| 17 | At Sige Det Til Dig               | Karl Bille, Sofie Lassen-Kahlke             | Michael Hardinger, Rasmus Schwenger  | 2:50 |                               |
| 18 | Nissesangen                       | Flemming Bamse Jørgensen                    | Flemming Bamse Jørgensen             | 3:05 | Inkluderet som karaoke-udgave |
| 19 | Når Det Snart Er Jul              | Flemming Bamse Jørgensen                    | Flemming Bamse Jørgensen             | 2:57 |                               |
| 20 | Åh, Hanne                         | Karl Bille                                  | Michael Hardinger, Rasmus Schwenger  | 2:40 |                               |
| 21 | Julehader Rock                    | Lasse Baunkilde, Per Damgaard Hansen        | Lasse Baunkilde, Per Damgaard Hansen | 1:50 |                               |
| 22 | Tak For I Dag                     | Flemming Bamse Jørgensen                    | Flemming Bamse Jørgensen             | 3:43 |                               |